# 邦布瓦永
邦布瓦永（法語：Bonboillon，法語發音：[bɔ̃bwajɔ̃]），法国东北部市镇，位于勃艮第-弗朗什-孔泰大区上索恩省，隶属于沃苏勒区，其市镇面积为4.44平方公里，2022年1月1日时人口数量为198人，在法国城市中排名第26,144位。
邦布瓦永位于上索恩省西南部，两条干线公路在此十字交汇。

## 地名
“邦布瓦永”一名的含义及来源均尚有待考证。
该地名“Bonboillon”发音为[bɔ̃bwajɔ̃]而非[bɔ̃bɔjɔ̃]，《世界地名翻译大辞典》与《世界地名译名词典》将其误译作“邦博永”。

## 历史
邦布瓦永的早期历史尚不清楚，当地历史上长期为一处普通农业村落。法国大革命后，邦布瓦永成为上索恩省的一个市镇。随着公路的建成，邦布瓦永出现了汽车餐厅。2022年9月22日，邦布瓦永一处历史民居发生火灾，造成其建筑被完全破坏。

## 地理

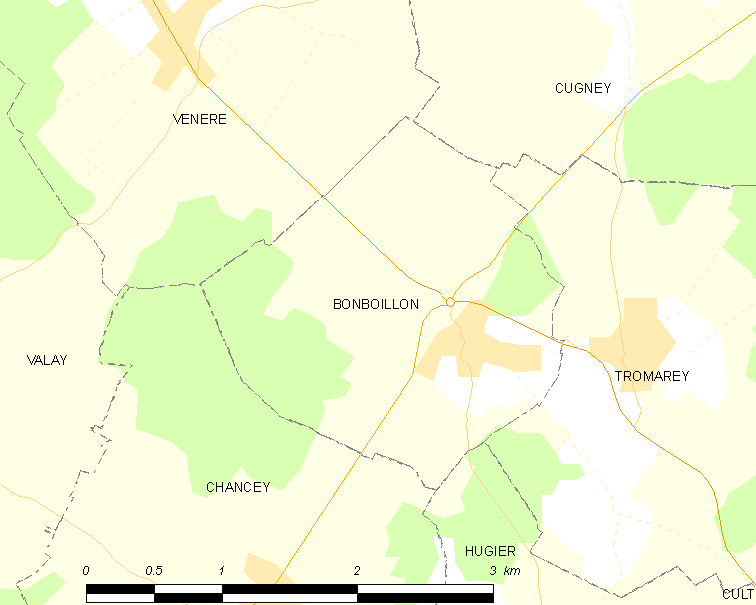
邦布瓦永市镇范围地图

邦布瓦永位于法国东北部，勃艮第-弗朗什-孔泰大区东北部和上索恩省西南部，距离省会沃苏勒大约51公里。与邦布瓦永接壤的市镇包括：沃内尔、屈涅、尚塞、特罗马雷和于日耶。

### 地形
邦布瓦永位于索恩河上游高原腹地，境内以平原和浅丘为主，市镇中心地势较为平坦，全境海拔在242到297米之间。

### 水文
邦布瓦永位于罗讷河流域范围内，其市镇范围内无大型天然地表径流及水域。

### 植被
邦布瓦永属于温带阔叶混交林区，林地散落分布于市镇范围东西两侧。
在鲜花城市的评比中，邦布瓦永暂未被评级。

### 气候
邦布瓦永在柯本气候分类法中属于带有大陆性特征的温带海洋性气候。

## 行政区划
邦布瓦永的市镇编号为70075，邮政编号为70150。
在行政管理方面，邦布瓦永隶属于法国勃艮第-弗朗什-孔泰大区上索恩省沃苏勒区；在地方选举方面，邦布瓦永隶属于马尔奈县，其市镇范围全境被划入上索恩省第一选区；在社会管理方面，邦布瓦永是马尔奈河谷市镇公共社区的组成部分。
截至2023年3月，邦布瓦永市镇范围内暂无城市敏感街区及城市政策优先街区。
法国国家统计与经济研究所（简称）在进行数据统计时，未将邦布瓦永划入任何城市核心区（Unité urbaine）及城市区（Aire urbaine）内。自2020年起，邦布瓦永被划入包含309个市镇的贝桑松城市辐射区。此外，还将邦布瓦永市镇整体看作一个“块区”（IRIS），以便于统计人口分布情况。

## 交通

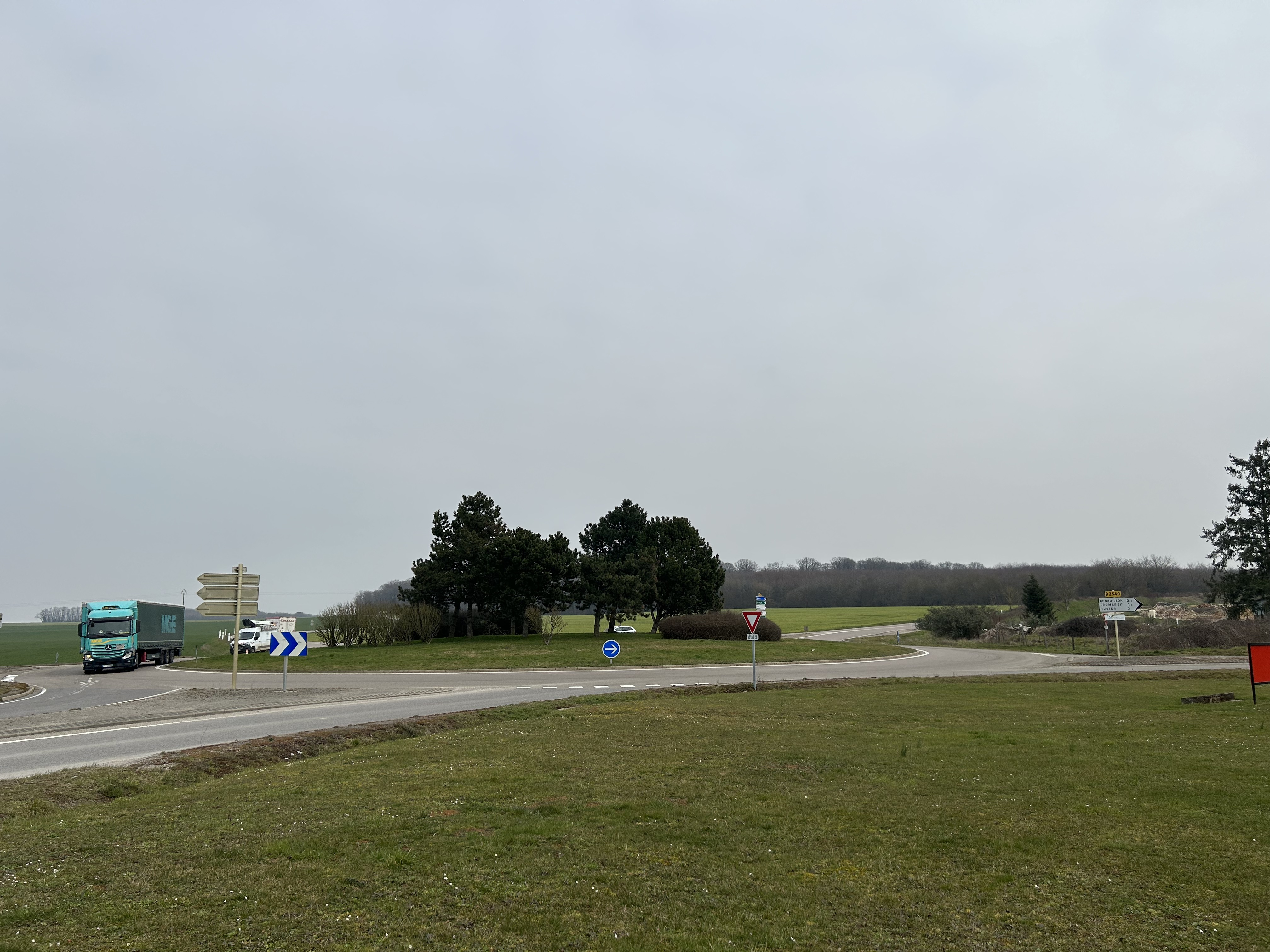
邦布瓦永大环岛

### 公路
上索恩省省道D12线和D67线在邦布瓦永境内交汇，勃艮第-弗朗什-孔泰大区下属的城际客运提供巴士线路，可前往周边部分市镇。
2019年，852%的邦布瓦永家庭拥有至少一辆私人汽车。2012年，邦布瓦永境内共发生各类交通事故1起，造成2人受伤，其中2人重伤。
| 3 | 23 |

| 5 | 39 |

| 沃苏勒 | 51 |

| 日村 | 12 |

| 贝桑松 | 34 |

| 多勒 | 38 |

| 格雷 | 15 |

| 佩姆 | 14 |

### 铁路
距离邦布瓦永最近的运营中的客运铁路车站为26公里外的圣维特站上，该站停靠往返于第戎和贝桑松一线的区域列车。

### 航空
距离邦布瓦永最近的民用航空站为46公里外的多勒-塔沃机场。

### 城市公共交通
截至2023年3月，邦布瓦永暂无城市公共交通系统。

## 政治

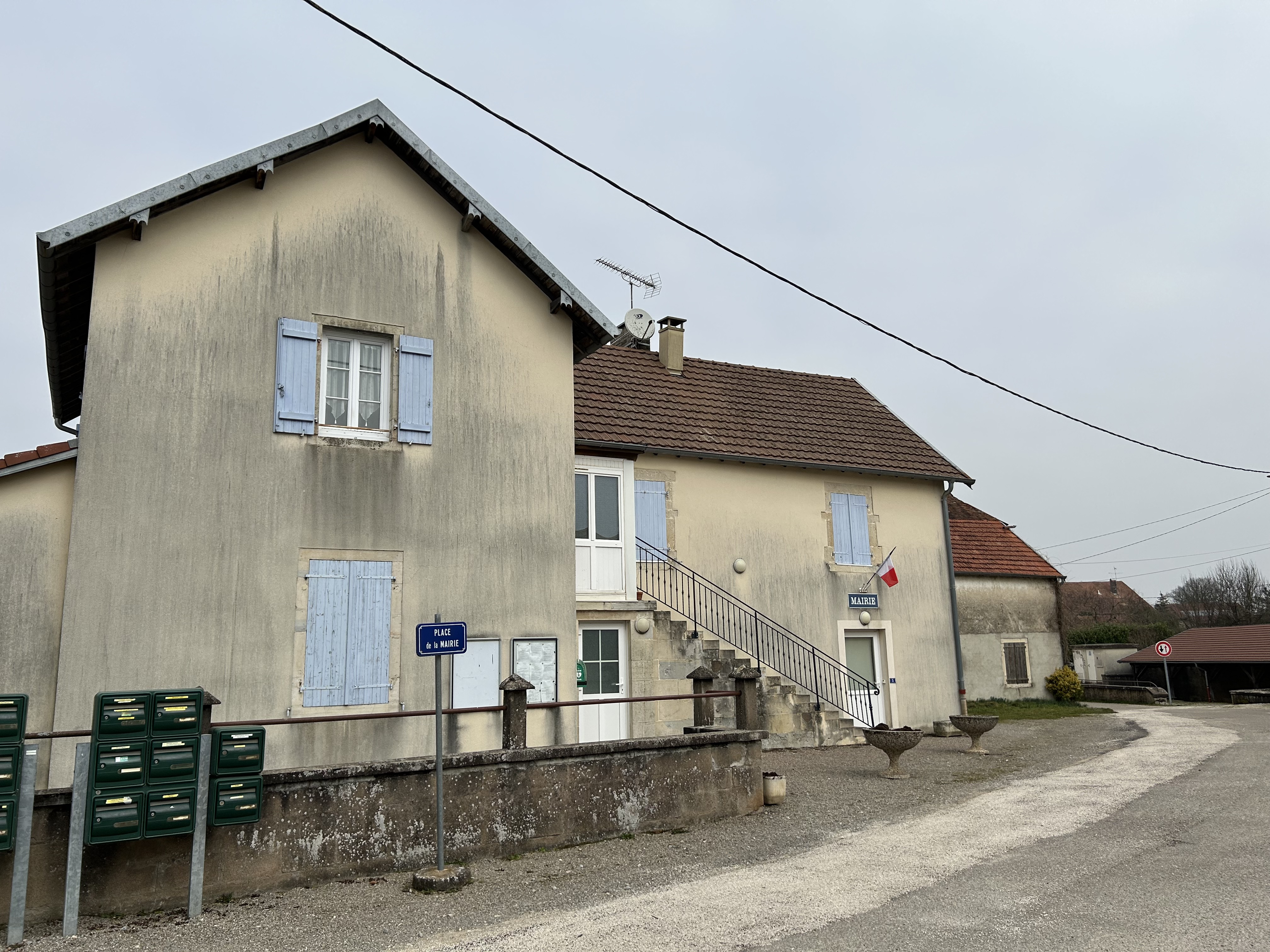
邦布瓦永市政厅

截至2023年3月，邦布瓦永暂无现任市长，其前任为若昂·菲勒先生（Johan FULE），他在2020年的市政选举中获得了100%的支持率（无其他候选人），后于2023年1月宣布辞职。
在2022年的法国总统大选中，法国极右翼政党国民阵线主席玛丽娜·勒庞在邦布瓦永获得了62.7%的支持率。

## 人口
2019年，邦布瓦永市镇人口数量为199，在法国排名第26,144位。其中男性98人，女性101人，75岁及以上人口占3.0%，外籍人口数量为2人，人口密度为45人/平方公里，当地居民被称为（男性）或（女性）。2020年，邦布瓦永境内出生1人，死亡人口0人。
| 邦布瓦永1901年－2020年人口变化情况 |
|                                    |
| 数据来源：Cassini、INSEE           |

## 经济
截止2023年3月，邦布瓦永市镇范围内共有各类用人单位（包含自雇）24家。

## 财政与居民收入
2021年，邦布瓦永的财政收入总额为104,640欧元，财政支出总额为47,150欧元，当年的债务总额为532,530欧元。2021年，邦布瓦永市镇通过增值税获得11,830欧元的收入，此外当地还共获得了860欧元的国家直接财政补助。
2020年，邦布瓦永的人均月收入总额为2,103欧元，低于法国平均水平（2,303欧元）。
2019年，邦布瓦永境内的青壮年（15至64岁）失业率为12.8%；当地47.5%的家庭拥有纳税资格，平均纳税1,750欧元，低于法国平均水平（3,910欧元）。

## 社会事务

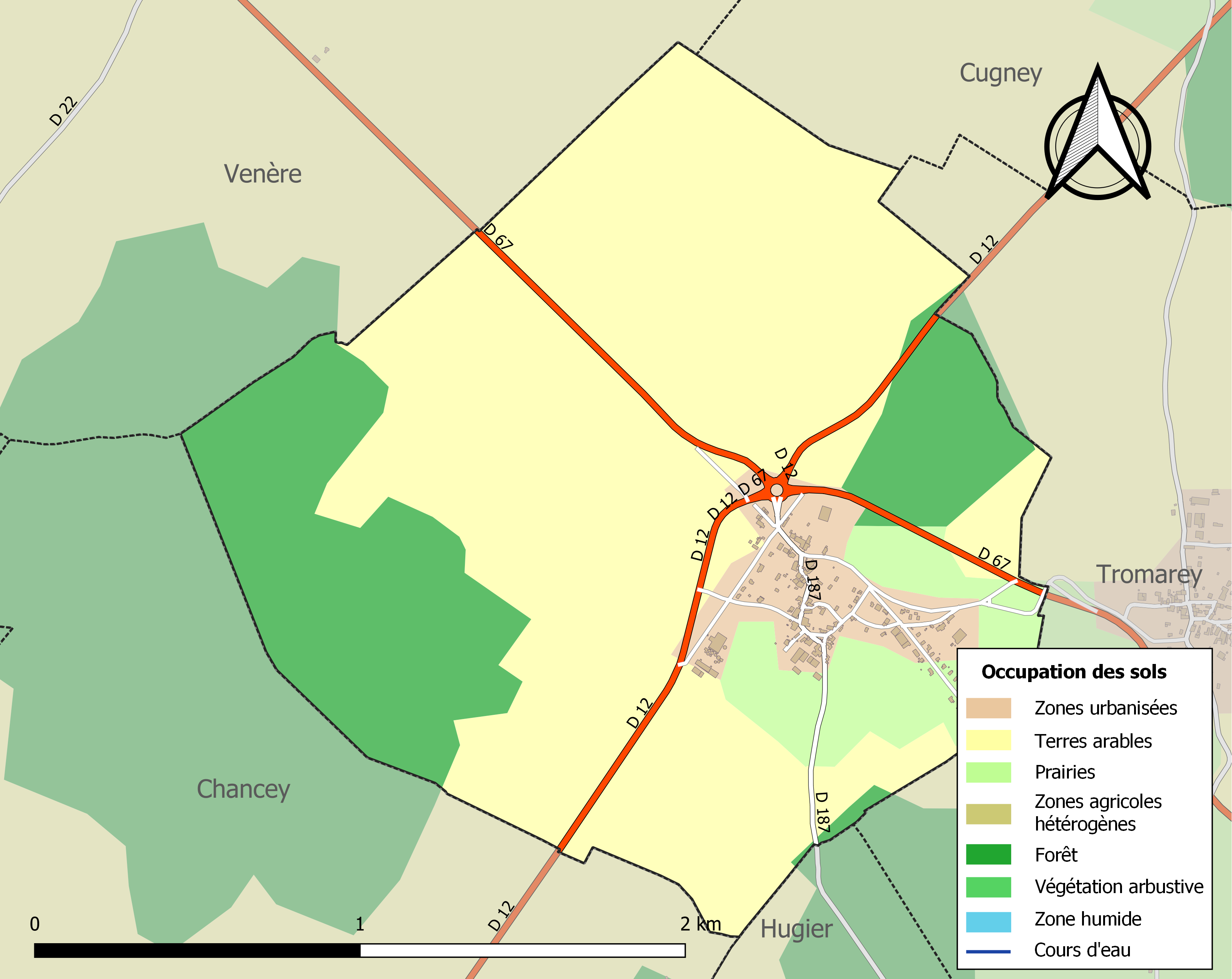
邦布瓦永土地利用情况地图

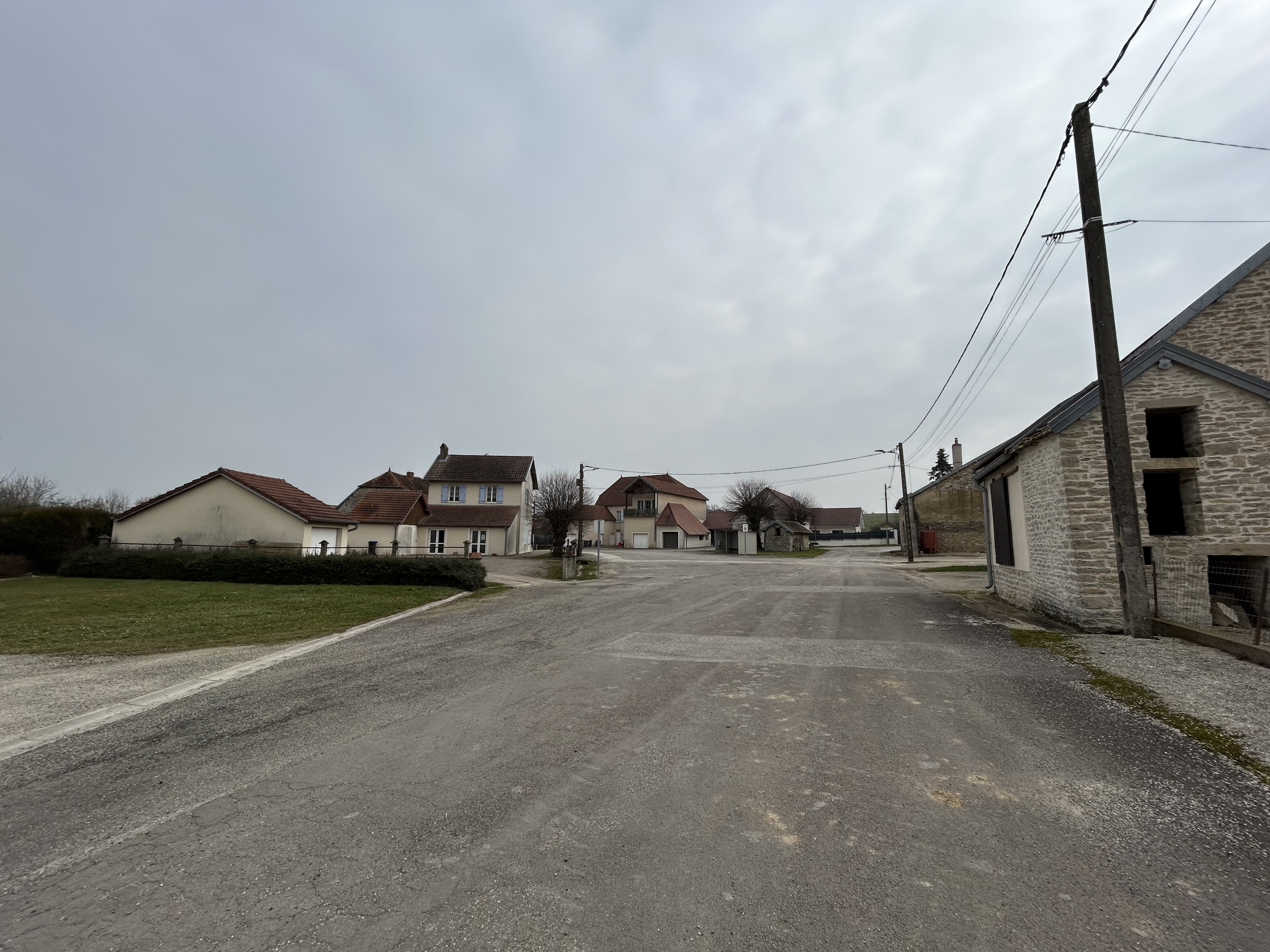
邦布瓦永镇中心广场

### 教育
邦布瓦永属于贝桑松学区。截止2021年1月1日，邦布瓦永境内暂无任何教育机构。

### 医疗
截止2021年1月1日，邦布瓦永境内暂无任何医疗机构及从业人员。
距离邦布瓦永最近的区域性医疗机构为皮埃尔·维泰-索恩河谷中心医院，其主病区位于格雷，距离邦布瓦永市区的正常车程大约15分钟，该院设有床位77个，是当地规模最大的公立综合性医院。

### 住房
2019年，邦布瓦永境内共有各类住房81套，其中88.9%为独立式居民区，9.9%为集中式居民区。常住房屋占邦布瓦永市镇范围内居民建筑总量的87.7%。
在住房保障政策方面，2021年，邦布瓦永境内共有6户家庭获得了住房经济补助，受益人数占总人口数量的3.0%，其中5份为房租补助。

### 商业
2021年，邦布瓦永境内共有各类实体商铺4家，其中餐厅1家、美容美发店1家。

### 体育
2021年，邦布瓦永境内暂无任何体育设施。
截至2023年3月，邦布瓦永境内暂无任何注册足球俱乐部。

### 环境
邦布瓦永的环境事务由其所属的马尔奈河谷市镇公共社区联合各级政府协调负责。2021年，邦布瓦永境内暂无污染企业。

### 治安
邦布瓦永及其附近的共342个市镇是沃苏勒国家宪兵队（zone gendarmerie de Vesoul）的管辖范围。2020年，该宪兵队累计记录各类案件2,889起，其中盗窃类案件1,344起，经济类案件517起，毒品交易类案件89起。

## 文化

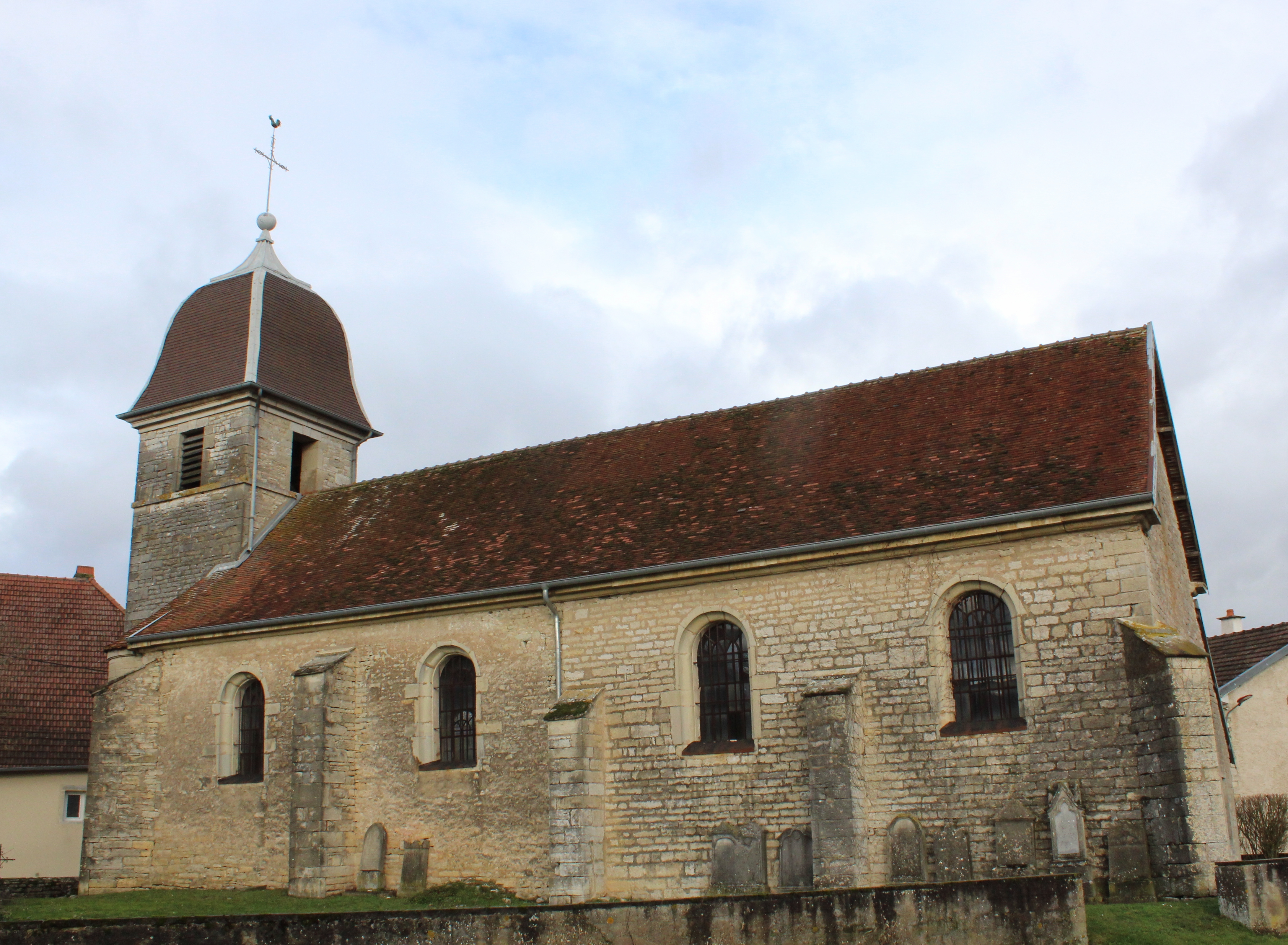
圣尼古拉教堂

2021年，邦布瓦永境内暂无任何文化设施。

### 建筑
邦布瓦永境内有多处历史建筑，其中镇中心的圣尼古拉教堂（Église Saint-Nicolas de Bonboillon）是法国国家文物保护单位。

### 旅游
邦布瓦永的旅游事务由其所属的马尔奈河谷市镇公共社区负责。2022年，邦布瓦永境内暂无任何游客接待设施。

### 媒体
法国主要的媒体均可在邦布瓦永接收，法国电视三台下属的勃艮第-弗朗什-孔泰大区频道在部分时段播出邦布瓦永所在上索恩省的地方新闻。《东部共和国人报》是当地主要的地方媒体，其总部位于南锡。

## 友好城市
截至2023年3月，邦布瓦永暂未建立任何友好城市关系。